# Peter Lehmann (Bildhauer)
Peter Lehmann (* 10. Juli 1921 in Bremen; † 15. April 1995 in Großenkneten) war ein deutscher Bildhauer.

## Leben
Peter Lehmann war der Sohn des Bremer Arztes und Sammlers Alexander Lehmann und dessen Frau Johanna, geb. Plump. Bei Ernst Gorsemann, einem Schüler des Bildhauers Wilhelm Gerstel, der in die Familie seiner Mutter eingeheiratet hatte, studierte Lehmann von 1939 bis 1940 an der Kunsthochschule Bremen. Nach dem Zweiten Weltkrieg setzte er dort von 1948 bis 1952 seine Ausbildung bei Ernst Krieg und Herbert Kubica fort. 
1955 wurde ihm und seiner Frau, der Bildhauerin Angelika Lehmann-Billaudelle, in Koblenz ein staatliches Atelier zur Verfügung gestellt. 1962 zog das Paar nach Worpswede, wo seine Frau 1964 starb.
Ab 1968 lebte und arbeitete der Künstler in Bissel, einem Ortsteil der Gemeinde Großenkneten. Peter Lehmann starb am 15. April 1995 im Alter von 73 Jahren in Großenkneten und wurde in Worpswede beerdigt. Dort ist das Grab des Ehepaares auf dem Friedhof bei der Zionskirche erhalten.

## Werk

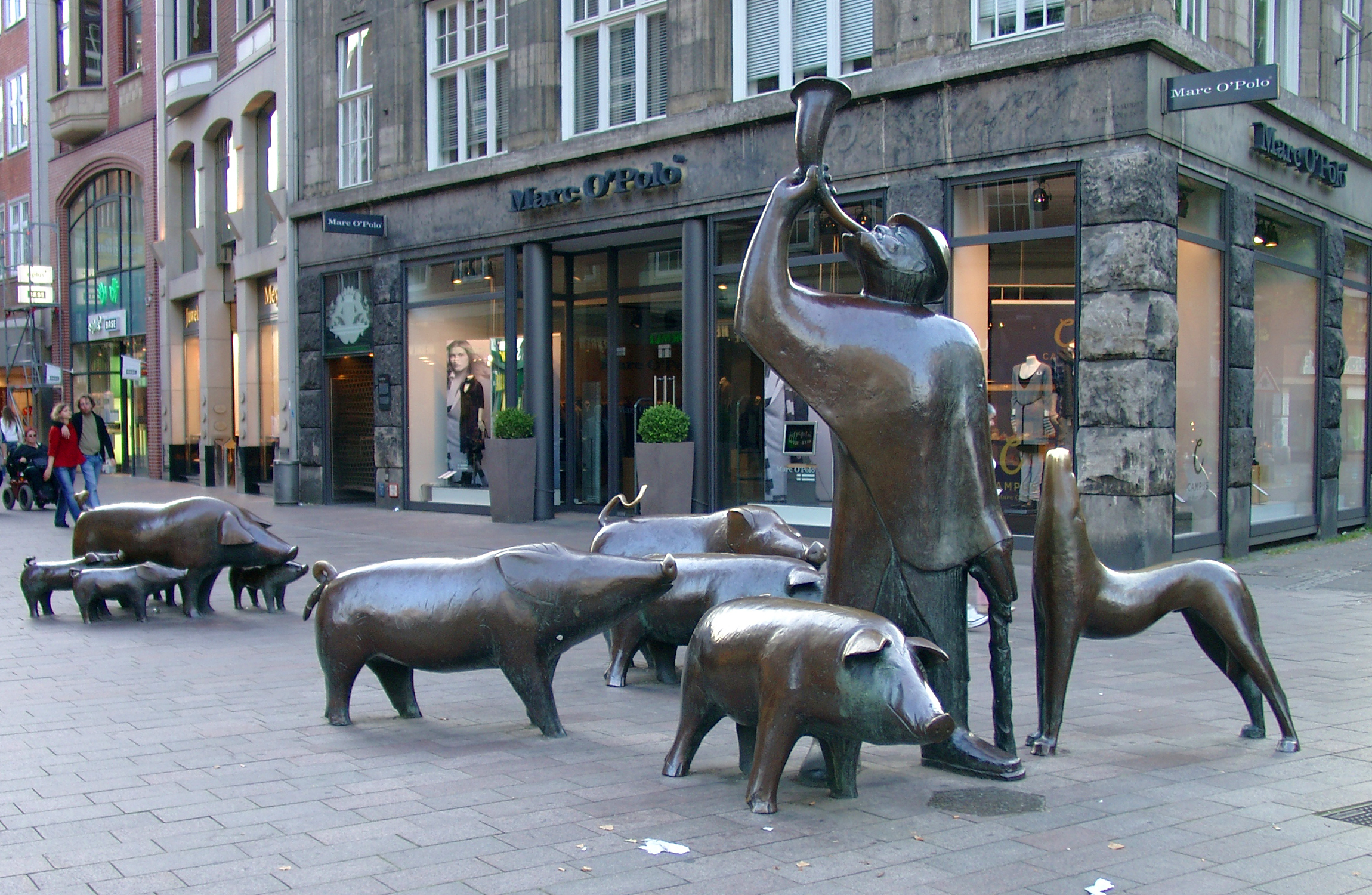
Schweinehirt und seine Herde (1974) in der Sögestraße in Bremen

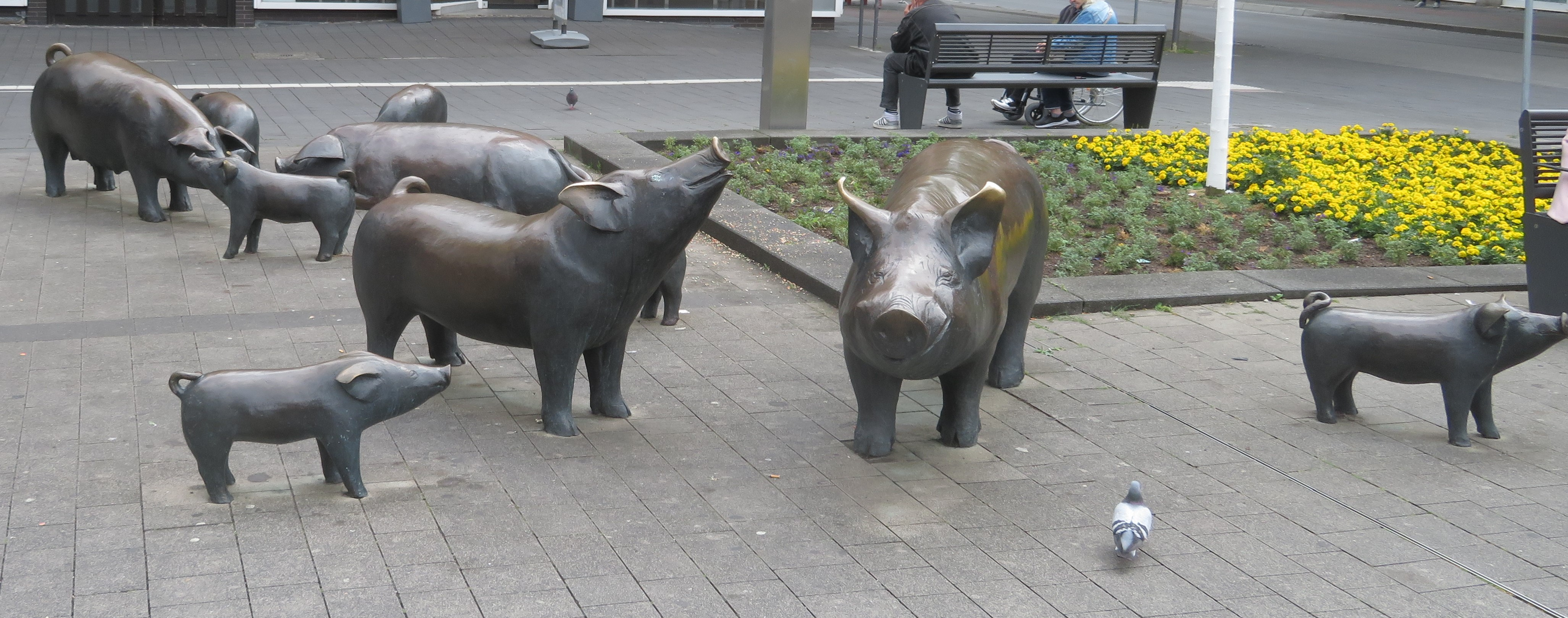
Schweineherde (1990) in Herten

Lehmann orientierte sich künstlerisch an Henry Moore (ohne dessen Abstraktion zu übernehmen), Ernst Barlach und Bernhard Heiliger.
Eines seiner bekannten Werke ist die 1974 errichtete Bronzeplastik Schweinehirt und seine Herde am Ende der Bremer Sögestraße, welches die Herkunft des Straßennamens (Söge = plattdeutsch für Säue) versinnbildlicht. In Bremen findet sich weiterhin die steinerne Seelöwengruppe Harmonie in der Neuen Vahr. 1984 wurde Fipps, der Affe, geschaffen 1965 nach einer Bildergeschichte von Wilhelm Busch, im Bremer Altstadtviertel Schnoor angebracht.

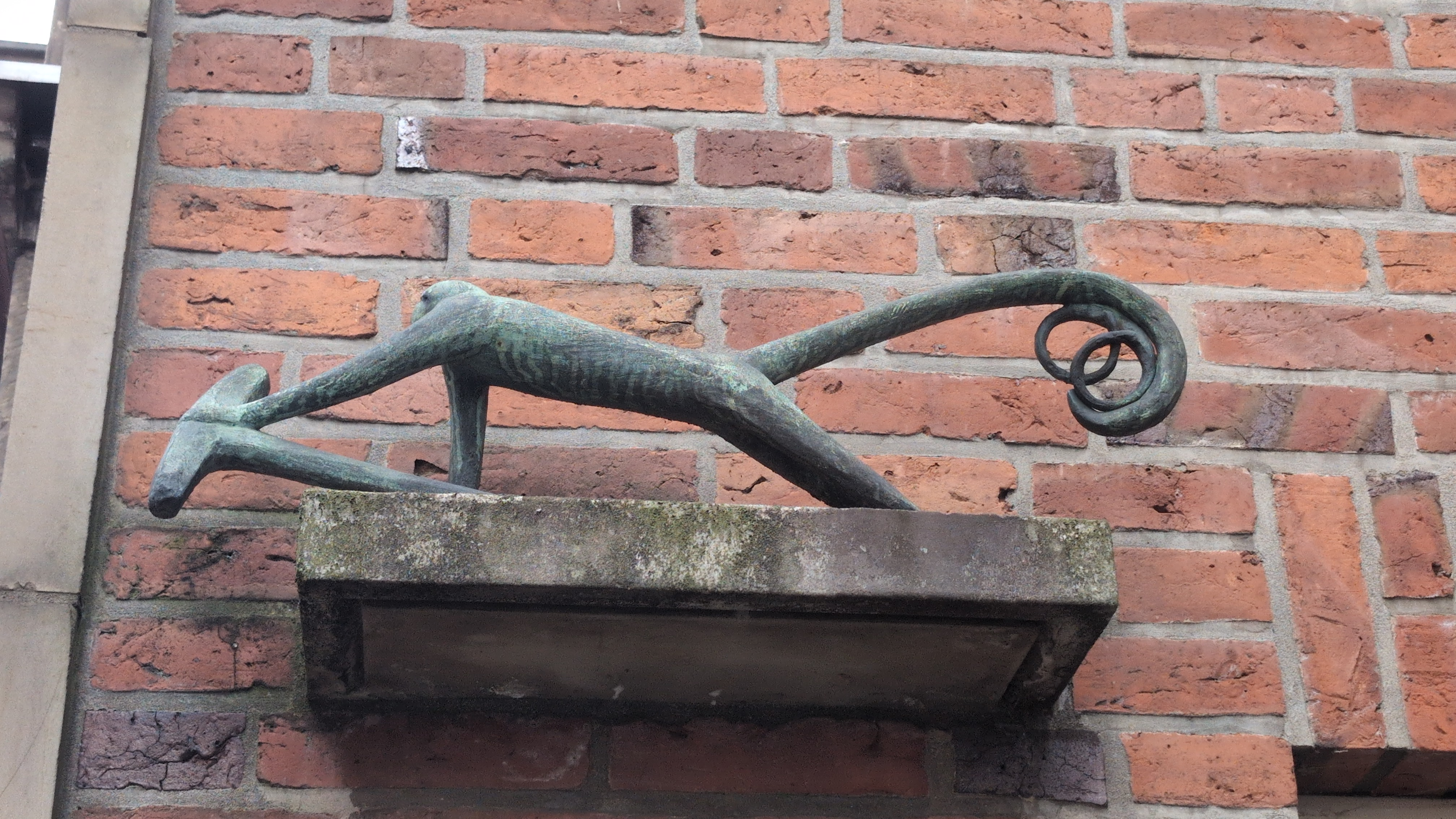
Fipps der Affe (Schnoor, Bremen; 1980)

Außerdem schuf er 1965 die Streithammel, die vor dem Landgericht Oldenburg stehen, und 1979 den Eberborg-Brunnen in Cloppenburg. 1977 wurde die Figurengruppe Nachtwächter mit zwei Hunden in Korbach und 1982 die Erbeerpflückerin mit Kindern in Arsten aufgestellt. Im Innenhof des Kronenhofs an der Marktgasse 8 in Rheinfelden steht die von Lehmann geschaffene Skulpturengruppe von 1982, Die Rheinfelder Gänse. Auf dem Otto-Wels-Platz in Herten  (Westfalen) ist die von ihm 1990 geschaffene bronzene Figurengruppe Schweineherde zu sehen.

## Werke (Auswahl)

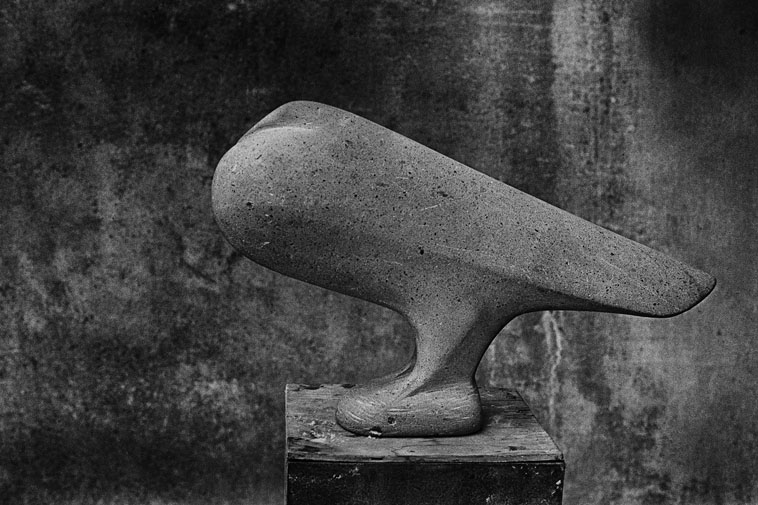
Plastik Taube, 1965 in Worpswede fotografiert von Hans Saebens

- Gans und Ganter, Cuxhaven um nach 1956
- Fuchs auf heißer Spur und Junger Seehund, Cuxhaven
- Storch, Klinikum Mitte in Bremen, 1957
- Seelöwengruppe, Neue Vahr, 1964
- Taube, Worpswede, ca. 1965
- Schnecke, An Smidts Park in Bremen-Burglesum, 1968
- Wildeber, Schule Borchshöhe in Bremen-Vegesack, 1968
- Fischreiher, Schule Schönebeck in Bremen-Vegesack,  1968
- Schweinehirt und seine Herde, Bremen-Mitte, 1974
- Nachtwächter mit zwei Hunden, Korbach, 1977
- Erdbeerpflückerin mit Kindern, Arsten, 1982
- Die Rheinfelder Gänse, Rheinfelden, Kanton Aargau, Schweiz, 1982
- Fipps, der Affe, Bremen-Schnoor, 1984
- Schweineherde, Herten, 1990
- spielende Bären, Ahlhorn

## Auszeichnungen und Ehrungen
Die Peter-Lehmann-Schule in Sage (Gemeinde Großenkneten) wurde posthum nach ihm benannt.